# 셰린 아부 아클레
셰린 아부 아클레 (Shireen Abu Akleh); (아랍어:شيرين أبو عاقلة), (1971년 4월 3일 예루살렘에서 출생 – 2022년 5월 11일 제닌에서 사망)는 알자지라 (아랍어 채널)의 특파원으로 일한 팔레스타인 계 미국인 언론인이었다. 그녀의 경력에는 팔레스타인 사건을 다루는 것이 포함되었다. 이스라엘 정책을 분석하는 것 외에도.

## 어린 시절과 교육
아부 아클레는 1971년 예루살렘에서 베들레헴 출신의 팔레스타인 아랍 기독교인(멜카이트 가톨릭) 가족인 룰리와 나스리 아부 아클레 사이에서 태어났다. 그녀는 미국에서 시간을 보내며 뉴저지에 살았던 어머니의 가족을 통해 미국 시민권을 취득했다. 아부 아클레의 부모는 그녀가 어렸을 때 돌아가셨다. 그녀에게는 형제가 한 명 있다.
아부 아클레는 베이트 하니나 (Beit Hanina)에 있는 로사리 시스터즈 고등학교에서 중등학교를 다녔고, 그 후 요르단 과학 기술 대학교 (Jordan University of Science and Technology)에 입학하여 건축을 공부했지만 직업을 추구하지 않기로 결정했다. 그녀는 대신 요르단의 야르무크 대학교 (Yarmouk University)로 편입하여 인쇄 저널리즘 학사 학위를 취득했다. 졸업 후 아부 아클레는 팔레스타인으로 돌아왔다.

## 죽음
2022년 5월 11일, 팔레스타인 보건부는 아부 아클레의 사망을 발표했다. 그녀는 제닌 캠프에서 이스라엘 방위군의 습격에 대해 보고하고 있었는데, 목격자와 알자지라에 따르면 그녀는 이스라엘 방위군의 총에 맞아 사망했다. 알자지라는 이스라엘이 의도적으로 피해자를 표적으로 삼았다고 비난했다. 아부 아클레는 이스라엘군이 "테러 용의자"를 체포하기 위한 것이라고 밝힌 공습에 참석했다. 알자지라는 아부 아클레가 이스라엘 방위군에 의해 머리에 총을 맞았고, 이븐시나 병원으로 이송되어 사망 선고를 받았다고 말했다. 그녀는 51세였다. 또 다른 기자인 알 쿠드스(Al-Quds) 신문의 알리 사모디(알리 사무디 Ali Samodi)는 뒤에서 총을 맞았지만 살아남았다. 다른 두 명의 팔레스타인인은 중간 상태의 병원으로 이송되었다.